# Clan Hōjō
El Clan Hōjō (北条氏 Hōjō-shi?) fue una familia de regentes en Japón durante el Shogunato Kamakura procedente de la Provincia de Izu. Este clan descendía del clan Taira y de la familia imperial. 
Los Hojo eran los Shikken del shogunato Kamakura. Tras la muerte de Minamoto no Yoritomo su yerno, Hōjō Tokimasa, se convirtió en el primer regente del clan.
Lista de los Shikken del clan Hōjō:
1. Hōjō Tokimasa (1138-1215)
2. Hōjō Yoshitoki (1163-1224)
3. Hōjō Yasutoki (1183-1242)
4. Hōjō Tsunetoki (1224-1246)
5. Hōjō Tokiyori (1227-1263)
6. Hōjō Nagatoki (1229-1264)
7. Hōjō Masamura (1205-1273)
8. Hōjō Tokimune (1251-1284)
9. Hōjō Sadatoki (1271-1311)
10. Hōjō Morotoki (1275-1311)
11. Hōjō Munenobu (1259-1312)
12. Hōjō Hirotoki (1279-1315)
13. Hōjō Mototoki (1284-1333)
14. Hōjō Takatoki (1303-1333)
15. Hōjō Sadaaki (1278-1333)
16. Hōjō Moritoki (?-1333)

Personajes que cumplieron un rol importante en el clan Hojo, sin ser Shikken:
- Hōjō Sanetoki
- Hōjō Masako